# Analiza kryminalna
Analiza kryminalna – poszukiwanie relacji pomiędzy informacjami dotyczącymi zdarzeń o charakterze przestępczym, osób związanych z nimi oraz danymi pochodzącymi z innych źródeł i wykorzystanie ich przez organy ścigania i sądy.
Analiza kryminalna stosowana jest w szczególności w sprawach wielowątkowych, rozległych terytorialnie, obejmujących swoim zakresem znaczną liczbę zdarzeń lub podmiotów (np. dotyczących dużych grup przestępczych) charakteryzujących się rozległą strukturą powiązań przestępczych, w których zawodzą tradycyjne metody śledzenia i kojarzenia faktów. Zastosowanie analizy kryminalnej pozwala na ustalenie lub przewidywanie powiązań pomiędzy zgromadzonymi faktami, co pozwala na budowanie, weryfikowanie i eliminację wersji śledczych.
Analiza kryminalna dzieli się na analizę operacyjną, analizę procesową oraz analizę strategiczną i stanowi centralny element szerszej całości określanej mianem wywiadu kryminalnego. W ramach operacyjnej i procesowej analizy kryminalnej można wyróżnić pięć niezależnych od siebie form, które przybierać może proces analityczny:
- analiza sprawy – mogąca prowadzić do rekonstrukcji chronologii serii zdarzeń przestępczych bądź przebiegu konkretnego przestępstwa, w celu sformułowania wytycznych co do dalszych kierunków postępowania bądź wyłowienia nieścisłości wśród płynących z różnych źródeł informacji,
- analiza struktury grup przestępczych – która poprzez selekcję i zestawianie ze sobą danych różnego rodzaju ma na celu wyłonienia struktury grupy przestępczej, określenie relacji wewnątrz grupy, ról poszczególnych członków, wskazanie powiązań z podmiotami zewnętrznymi, źródeł finansowania, itp. Jest to jedna z najbardziej złożonych analiz, w której stosuje się wiele różnych technik analitycznych,
- analiza porównawcza spraw – prowadząca do wyłonienia wzorców pojawiających się w podobnych zdarzeniach przestępczych, co może wskazywać na udział tych samych sprawców,
- analiza profilu szczególnego – skoncentrowana na konkretnym przestępcy i prowadząca do odtworzenia na podstawie materiału dowodowego cech charakterologicznych, fizycznych, intelektualnych, społecznych sprawcy przestępstwa,
- analiza prowadzenia sprawy – której celem jest wypracowanie mechanizmów pozwalających na uniknięcie błędów bądź wypełnienie braków w postępowaniu.

Poszczególne formy analizy kryminalnej wykorzystują różnorakie techniki, do których należą: analizy wykazów połączeń telefonicznych, analizy powiązań osobowych i sieci społecznych, analizy zdarzeń, analizy przepływów finansowych i powiązań kapitałowych, analizy mechanizmów działalności przestępczej i analizy wielorodzajowe, będące składową wyżej wymienionych i innych.
W Polsce analiza kryminalna wykorzystywana jest w praktyce przez służby takie jak Policja, Agencja Bezpieczeństwa Wewnętrznego, Straż Graniczna a także przez Prokuraturę oraz Centralne Biuro Śledcze (CBŚ). W ramach Policji analizą kryminalną zajmuje się Biuro Wywiadu Kryminalnego Komendy Głównej Policji oraz Wydziały Wywiadu Kryminalnego Komend Wojewódzkich Policji. W ramach Straży Granicznej zajmuje się nią Zarząd Operacyjno-Śledczy Komendy Głównej Straży Granicznej – Wydział Kryminalnej Analizy Operacyjnej oraz w Komendach Oddziałów Straży Granicznej w Wydziałach Operacyjno-Śledczych w Sekcjach ds. Analizy Kryminalnej. Z kolei w ramach Prokuratur, analizą kryminalną zajmują się samodzielne Działy lub Wydziały ds. Informatyzacji i Analiz (w Prokuraturach Apelacyjnych i Okręgowych).